# Philippe Maillard-Bruné
Philippe Maillard-Bruné (ur. 25 lutego 1910 roku, zm. 27 sierpnia 2007 roku) – francuski kierowca wyścigowy.

## Kariera
W swojej karierze wyścigowej de Maillard-Bruné poświęcił się startom w wyścigach Grand Prix oraz w wyścigach samochodów sportowych. W latach 1934-1935, 1937 Francuz pojawiał się w stawce 24-godzinnego wyścigu Le Mans. Pierwszy i jedyny raz dojechał do mety w 1935 roku, kiedy to odniósł zwycięstwo w klasie 1.1, a w klasyfikacji generalnej był dziewiąty.